# Schloss Sommerberg

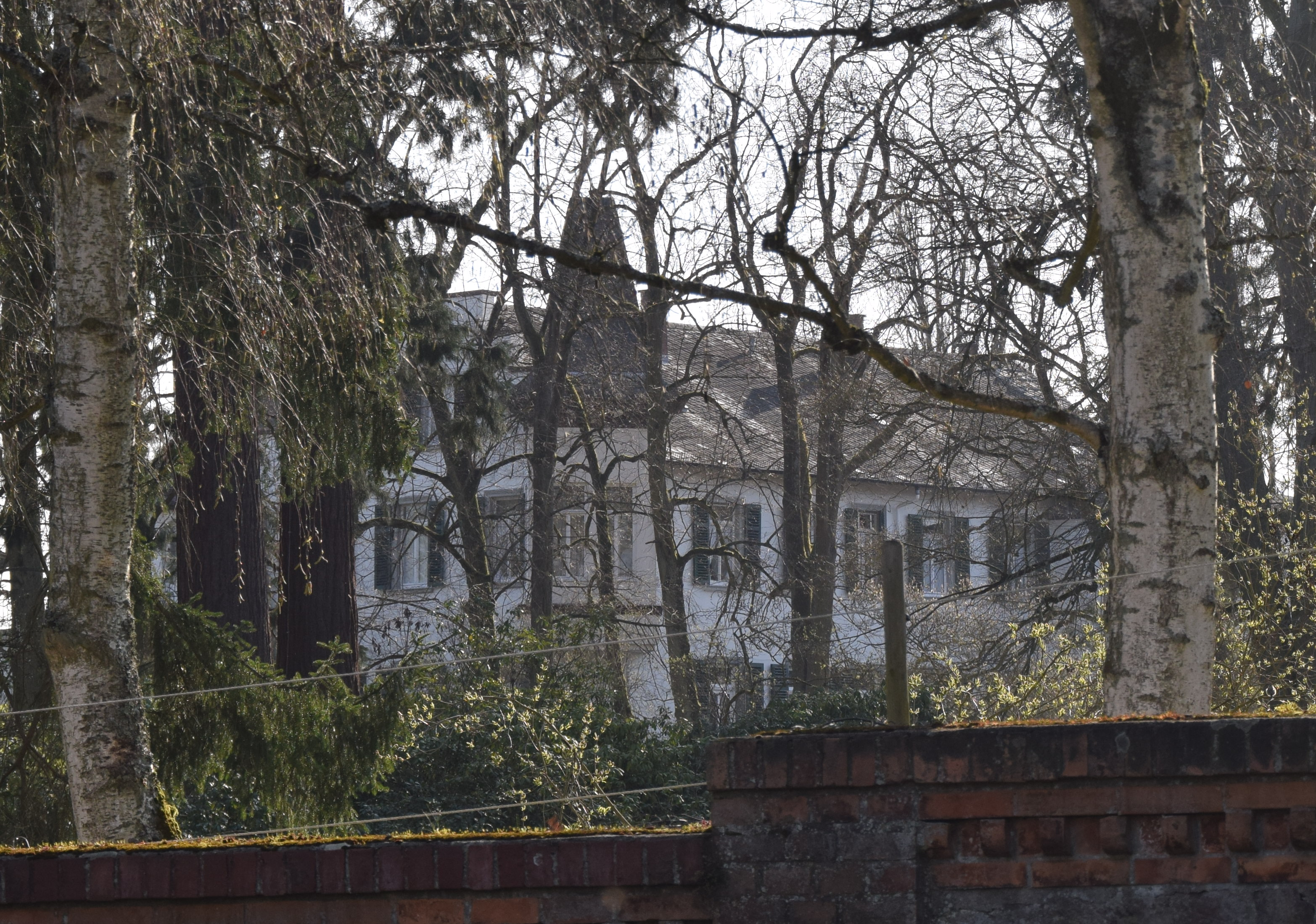
Schloss hinter Bäumen, von der Georgenborner Straße aus

Hof Sommerberg (auch Sommerbergerhof) ist ein ehemaliger Wehrhof in Wiesbaden-Frauenstein und seit den 1870er Jahren als Schloss Sommerberg im Eigentum der Adelsfamilie Hatzfeldt-Wildenburg. Der Hof steht unter Denkmalschutz.

## Lage

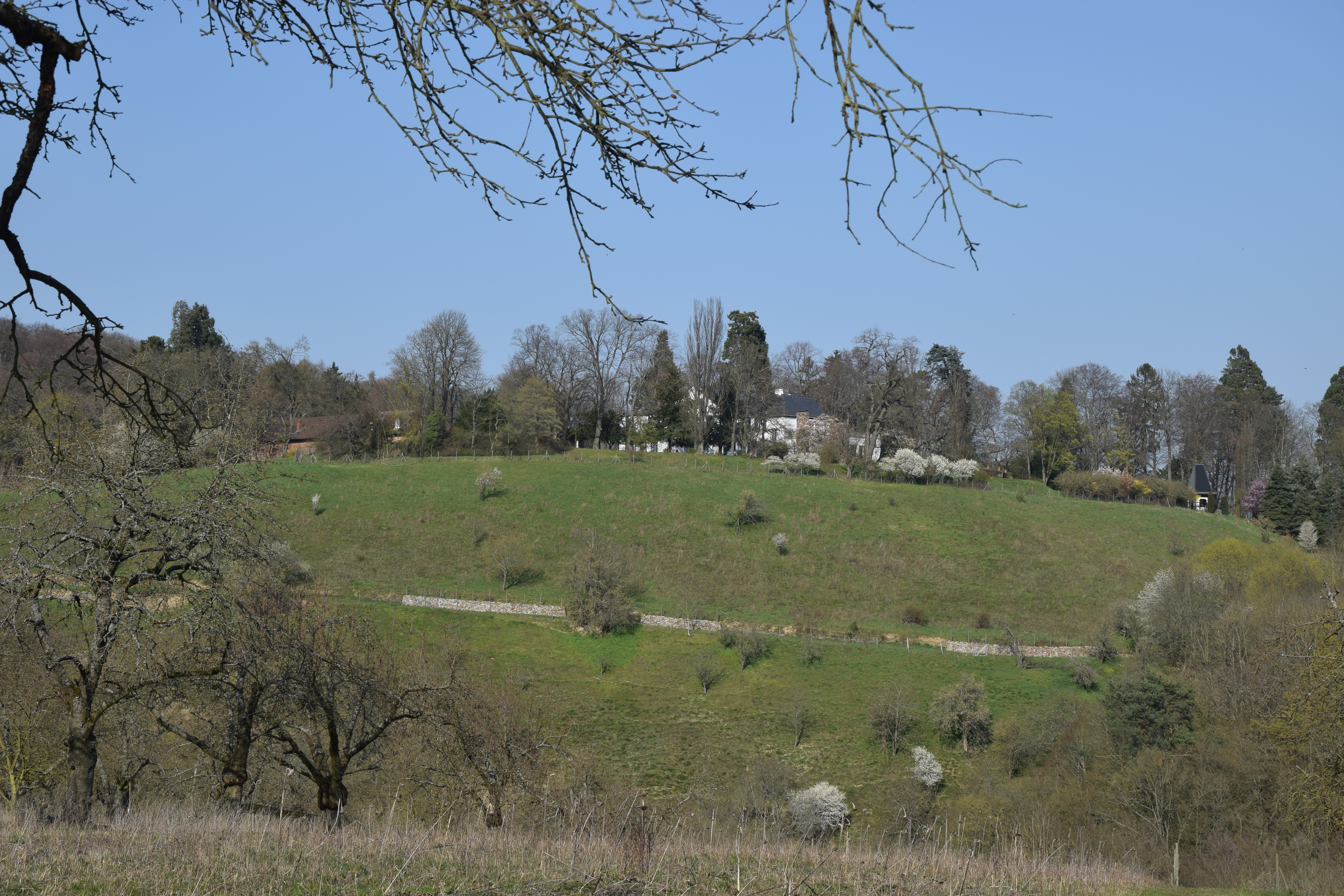
Das Schloss oberhalb des Naturschutzgebiets „Sommerberg bei Frauenstein“

Das Gut liegt am Hang auf einer Höhe von 243 m in der Georgenborner Straße 50 oberhalb von Frauenstein in Richtung Georgenborn. Der ursprüngliche Name der Anhöhe war Wolfsberg, wie laut Meuer noch aus Aufzeichnungen des Kirchenbuchs um 1800 hervorgeht. Unmittelbar unterhalb des Schlosses liegt das am 11. Dezember 1992 ausgewiesene, 26 Hektar große Naturschutzgebiet „Sommerberg bei Frauenstein“.

## Gebäude und Anlagen

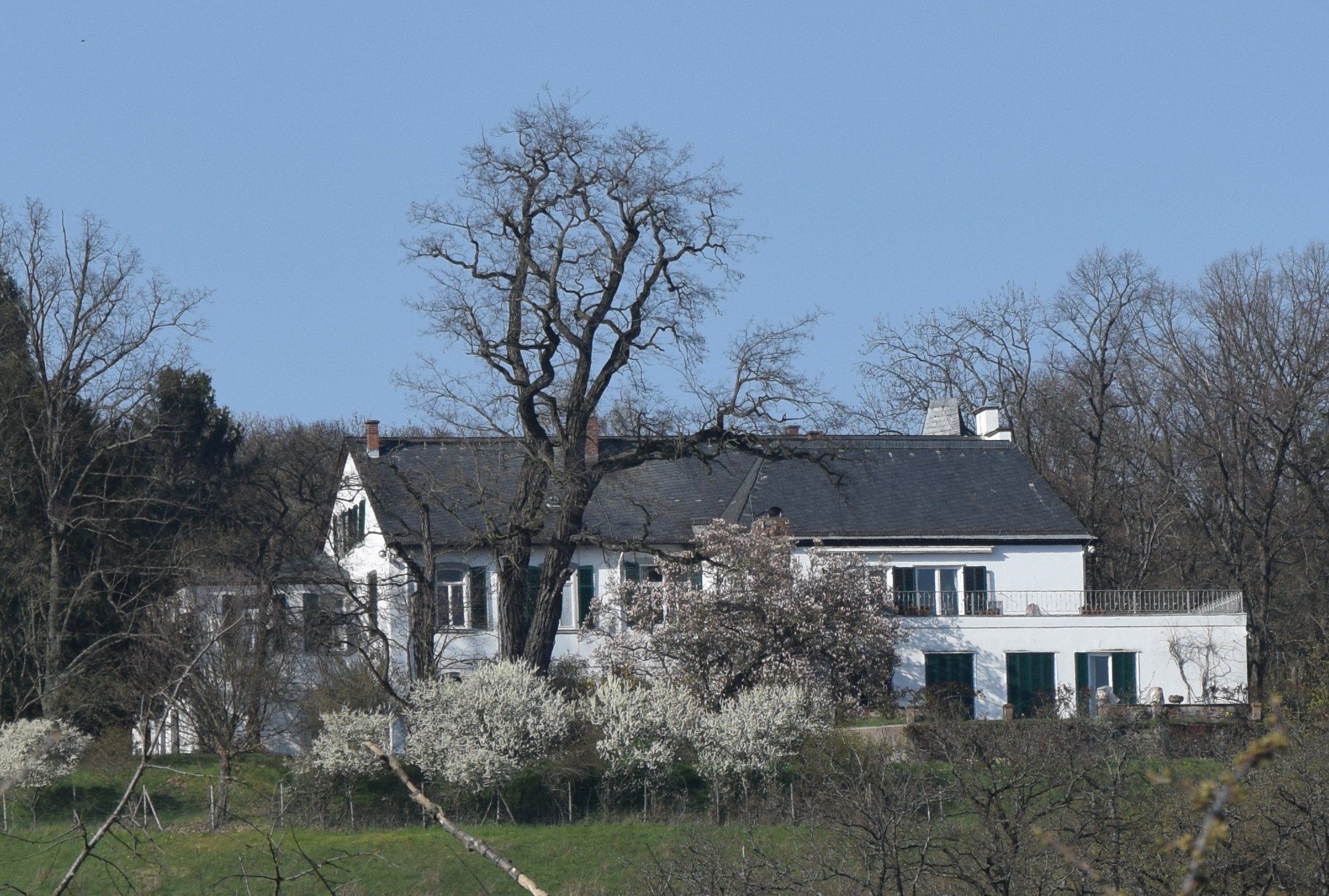
Das Schloss von Südwesten

Der um 1810/20 erbaute Längsbau blieb weitgehend erhalten. Der zweistöckige Bau mit zusätzlichem Dachgeschoss hat an der östlichen Seite zur Straße einen Treppengiebel. An der nordöstlichen Ecke ist ein Turmerker mit Pyramidendach angebaut. An der südöstlichen Ecke ist ein zweistöckiger Bau mit Walmdach sowie ein einstöckiger Bau mit Dachterrasse angebaut, ein weiterer Anbau an der nordwestlichen Ecke. 1868 wurde der Bau beschrieben als: „Schlößchen mit reizender Aussicht über einen großen Theil des Rhein- und Maingaues und der Bergstraße; enthält einen Salon, 9 Zimmer, Küche und geräumigen Keller.“
Nordwestlich des Schlosses steht ein L-förmiger Wohnbau aus rotem Backstein. 1868 wurde er beschrieben als „Wohnhause mit einem Salon, 7 Zimmern und Küche im oberen Stock und einer Waschküche, geräumigen Kelterhause, drei Lagerräumen, einer Brennerei und Essigsiederei, einer Wagenremise im unteren Stock, und drei großen gewölbten Kellern.“ In den 1950ern wurde der Bau stark verändert. Er verfügt über mehrere Gauben und zwei Zwerchhäuser in Richtung des Vorhofs.
Das Wegenetz des von Heinrich Siesmayer (1817–1900) gestalteten englischen Landschaftsparks blieb erhalten, das Schloss liegt hinter Mauern und dichten Bäumen. Im Park wachsen fast 200 Rhododendren, alte Fuchsien und viele Rosen.

## Geschichte

### Nassauischer Wehrhof

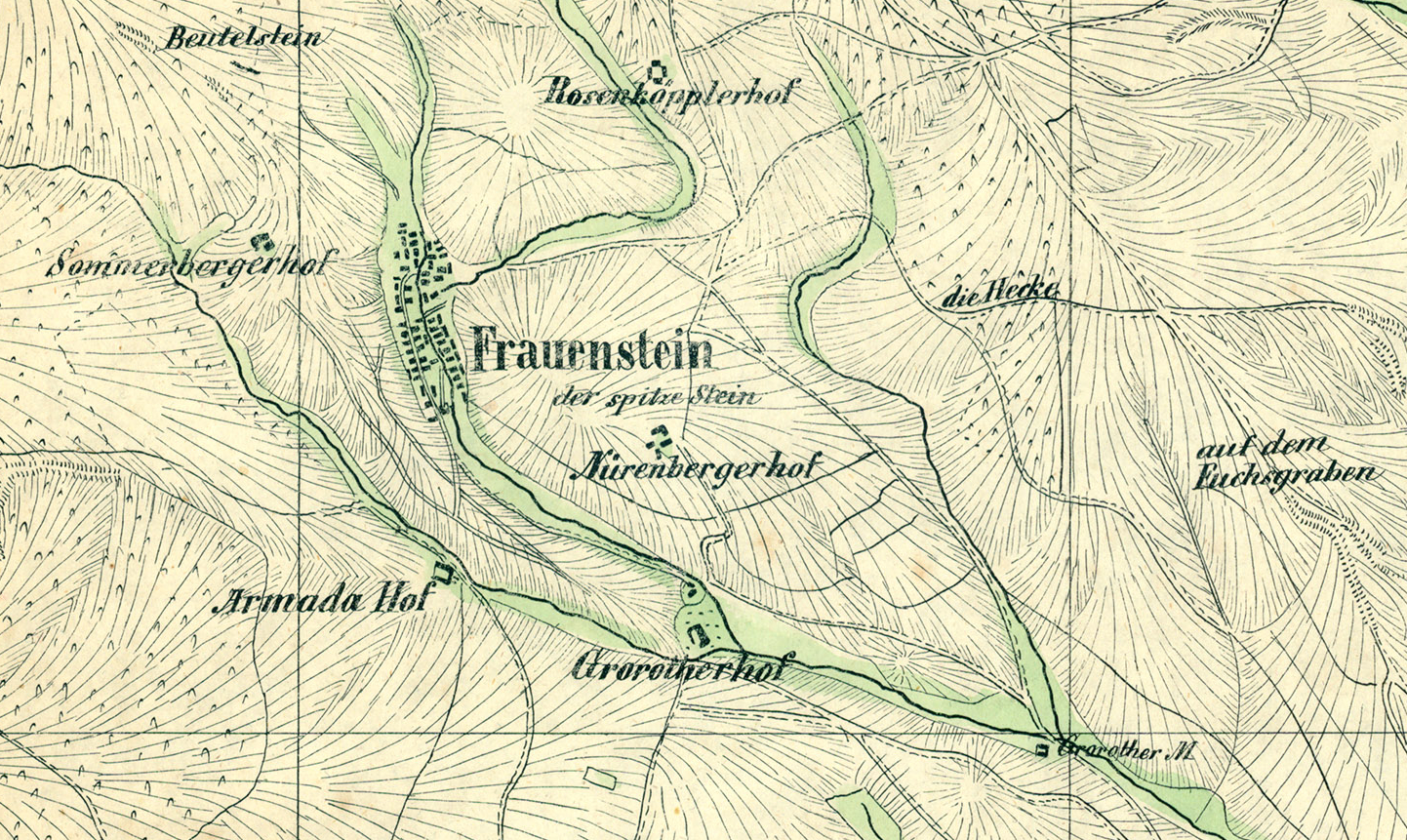
Lage der Wehrhöfe rund um Frauenstein, 1819

Um das Jahr 1300 verkauften die überschuldeten Ritter von Frauenstein die Burg Frauenstein und Teile des Dorfes an das Mainzer Erzstift. Dadurch drohte das Haus Nassau seinen Einfluss über das Gebiet zu verlieren. Um ihre benachbarten Ländereien zu sichern, errichteten die Grafen von Nassau in den folgenden Jahrhunderten die Wehrhöfe Armada, Groroth, Nürnberg, Rosenköppel und Sommerberg rund um Frauenstein. Der Hof wurde erstmals 1563 im Frauensteiner Gerichtsbuch erwähnt, als Joh. Dürckhenn als Hofmann auf dem Sommerberg genannt wird. Im nur bis 1639 zurückgehenden Staatsarchiv Wiesbaden ist die erste Erwähnung eine „untherthänigste Bittschrift“ vom 7. Mai 1639: Der Beständer Johann Scherer beschwerte sich beim „wohledlen Gestrengen und Großgünstigen Herrn Amptmann“, dass die Herde des Schäfers des zur Familie von der Leyen gehörenden, benachbarten Hauses zur Armuth (heute Hof Armada) die Wiesen des Hofes Sommerbergsgut beweiden würde.
Der „Sommerbergerhof“, „Hof Sommerberg“ oder „Hof Sommersberg“ wurde als Erbbestand innerhalb der Familie des Pächters vererbt. Der Name des Hofs stammt von einem der ersten Pächter namens Sommer, und das Frauensteiner Kirchenbuch weist seitdem zahlreiche Einträge des Namens Sommersberg auf. Meuer schreibt 1928, dass es noch immer eine eingesessene Landwirtschaftsfamilie dieses Namens in Dotzheim gäbe, zu dessen Gemarkung der Hof ursprünglich gehörte. Aus Dotzheim stammten auch die späteren Beständer Höhn, Nikolay und Wintermeyer.
Der Hof lag eingeklemmt zwischen den Mainzer Gemarkungen von Frauenstein und Niederwalluf, und die Kinder der Pächter mussten den weiten Weg nach Dotzheim zur Schule gehen. Eine Anfrage der Pächter von 1753, stattdessen die auf dem Weg liegende Schule in Frauenstein nutzen zu können, wurden abschlägig beschieden, was Meuer 1928 rückblickend als „Bild damaliger Beamtenwillkür und Kleinstaaterei“ bezeichnet. 1803 wurde Frauenstein nassauisch und der Hof 1816 in die Frauensteiner Gemarkung eingemeindet.
Dem letzten Erbbeständer Valentin Wintermeyer gelang es in den 1830er Jahren, den Hof nach Verhandlungen mit der Nassauischen Generaldomänendirektion durch eine allmählich zu tilgende Ablösungssumme in freies Eigentum zu verwandeln. 1841 zog Valentin nach Bierstadt und trat den Hof an seinen Bruder ab. In der Nacht vor dem Dreikönigstag 1843 brannten Scheuer und Stallungen ab, so dass dieser den Hof notgedrungen an einen Juden namens Goldschmidt verkaufte.
Nach einiger Zeit wurde der Hof an den aus der preußischen Provinz Sachsen stammenden Grafen Wilhelm Hue de Grais verkauft, den Vater von Robert Hue de Grais. Nach Wilhelms Tod 1856 gelangte das „vollständig verwahrloste Hofgut in die Hände von Spekulanten“, darunter ein reichgewordener Deutschamerikaner namens Ermert, der Neubauten und eine Wasserleitung errichtete. Von ihm erwarb ein Baron von der Leyen den Hof.
1868 verkündete die Allgemeine Zeitung, dass das Gut Sommerberg verkauft werden soll. Die Gebäude befänden sich in einem guten Zustand, bestehend aus einem Schlösschen, einem Wohnhaus sowie „einem Pächterhause und den nöthigen Oekonomiegebäuden. Eine besondere Leitung versieht die Wohn- und Oekonomiegebäude und einen Springbrunnen mit dem nöthigen sehr guten Wasser. Zu dem Gute gehören 13 Morgen Weinberge, sehr guter Lage, an die Gebäude anstoßend, circa 78 Morgen Ackerland und ca. 31 Morgen Wiesen.“

### Schloss von Hatzfeld-Wildenburg

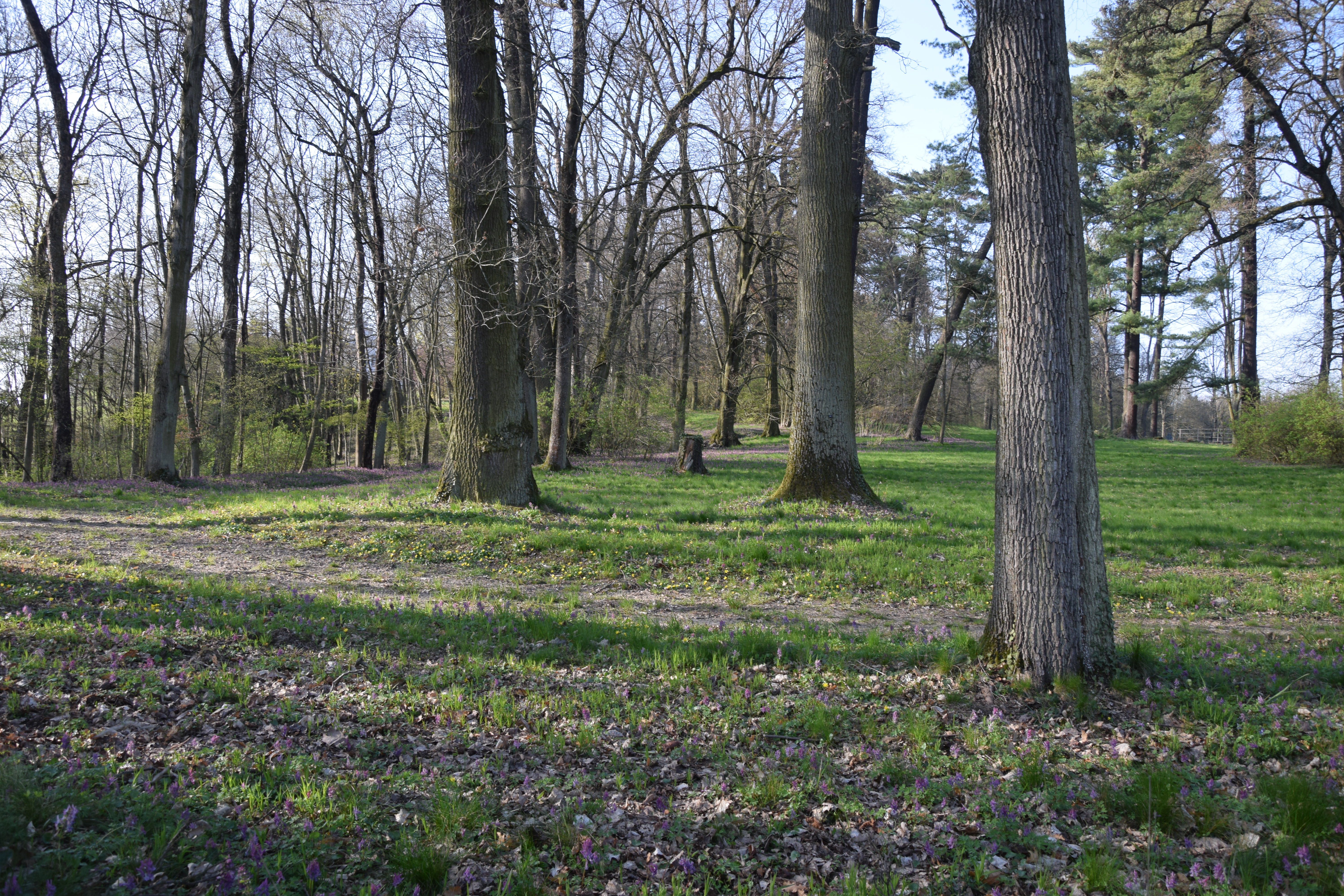
Blick von außen in den Park

Paul von Hatzfeldt (1831–1901) kaufte das Gut im November 1871 oder im Jahr 1872 und baute es zu einem schlossartigen Familiensitz mit Park für das Adelsgeschlecht Hatzfeldt-Wildenburg um. Der deutsche Gartenarchitekt Heinrich Siesmayer (1817–1900) gestaltete die Außenanlagen als englischen Landschaftspark, wofür ein angrenzendes Stück Wald für 99 Jahre gepachtet wurde. 1878 brannte das Wirtschaftsgebäude am ersten Weihnachtstag nieder und wurde später wieder aufgebaut. Pauls Mutter, die „rote Gräfin“ Sophie von Hatzfeldt, war gerne bei Pauls Familie auf Schloss Sommerberg zu Besuch, auch um „die Rolle der liebevollen Großmutter übernehmen“ zu können. Sie verbrachte in einem Wiesbadener Hotel ihren Lebensabend, bevor sie 1881 starb und in Frauenstein begraben wurde. Ab 1885 war Paul deutscher Botschafter in London. Er erhielt auf Sommerberg u. a. Besuch von König Eduard VII. und spielte mit ihm Tennis. Wein aus dem Schloss wurde bei der Weltausstellung Paris 1900 präsentiert. 1901 starb Paul in London, seine Frau Helene am 9. April 1918 auf Schloss Sommerberg. Das Schloss erbte Pauls und Helenes einziger Sohn Hermann.
Der Nachlass von Sophie wurde bis 1962 im Schloss aufbewahrt und anschließend nach Schloss Schönstein gebracht. Ihr Nachlass enthielt auch zahlreiche Briefwechsel ihres Lebensgefährten Ferdinand Lassalle, die er ihr vermacht hatte. Im Oktober 1918 gelang es Gustav Mayer, Hermann von Hatzfeldt zu überzeugen, nach den Briefen zu suchen. Kurze Zeit später wurde Frauenstein Teil des Mainzer Brückenkopfes der alliierten Rheinlandbesetzung nach dem Ersten Weltkrieg. Das Schloss wurde von der französischen Armee für Einquartierungen genutzt, so dass Mayer befürchtete, dass „der so hartnäckig gesuchte Schatz im letzten Augenblick noch der Wissenschaft für immer verloren gehen könnte.“ Die Zeit zwischen zwei Einquartierungen nutzten Mayer und Hatzfeldt und entdeckten auf dem Speicher des Schlosses die Briefe Lassalles in eingestaubten Kisten. Sie brachten sie „vor verständnisloser Willkür schleunigst in Sicherheit“ und in unbesetztes Gebiet, bevor einen Tag später eine erneute Einquartierung anstand. Mayer erschloss die Briefwechsel des Wortführers der frühen deutschen Arbeiterbewegung, der u. a. mit Karl Marx und Karl Rodbertus in Kontakt gestanden hatte.
In der Kriegswirtschaft des Zweiten Weltkriegs wurde bis 1943 ein Arbeitskommando mit 36 Zwangsarbeitern auf Schloss Sommerberg stationiert. Am 26. März 1984 wurde der Wohnplatz „Schloß Sommerberg“ auf Antrag der Stadt Wiesbaden aufgehoben und im Dezember 1992 der Steilhang unterhalb des Schlosses als Naturschutzgebiet Sommerberg bei Frauenstein ausgewiesen. Bis heute ist das Schloss im Eigentum der Familie Hatzfeld-Wildenburg.

## Filme
Für den Film Max Schmeling diente das Schloss als Kulisse für Schmelings ostpreußisches Landgut, da der britische, teilweise in Wiesbaden lebende Produzent Philip Selkirk einen Teil des Schlosses bewohnte. Im Taunus-Krimi Schneewittchen muss sterben von 2013 wurden die Aufnahmen für die Villa der Familie Terlinden dort gedreht.